# 霍姆灣
霍姆灣（英語：Holme Bay）是南極洲的海灣，位於麥克羅伯特森地，處於弗拉姆山脈以北8公里，寬35公里，由挪威製圖師根據該國探險隊的空中照片繪入地圖，現時由南極條約體系管理。
67°35′S 62°42′E / 67.583°S 62.700°E